# Xoriguer petit
El xoriguer petit (Falcons naumannis) es un ocell rapinyaire que pertany al gènere dels falcons (Falco), dins de la família dels falcònids (Falconidae). S'alimenta principalment d'insectes i sovint cria en colònies. Es troba al sud d'Europa, Orient Mitjà, Àsia central i Àfrica. El seu estat de conservació es considera de risc mínim.
És un migrador transaharià força escàs i es troba en regressió, probablement per culpa de problemes a la seva zona d'hivernada i també la reducció del seu hàbitat, ja que és un ocell estepari que sol viure als camps de secà conreats extensivament, i aquests formen un ambient que va desapareixent substituït pel bosc quan els camps s'abandonen i pels regadius quan no ho fan.
A Catalunya va desaparèixer com a reproductor a mitjans dels 80 i s'ha estat reintroduint des de principis dels 90 a l'Albera (Alt Empordà) i a la zona d'Algerri (La Noguera).